# Amatori Modena 1945 2019-2020
Questa voce raccoglie le informazioni riguardanti l'Amatori Modena 1945 nelle competizioni ufficiali della stagione 2019-2020.

## Maglie e sponsor
| 1ª divisa | 2ª divisa |

## Organico

### Giocatori
Dati aggiornati alla stagione 2019-2020, tratti dal sito internet ufficiale della Federazione Italiana Sport Rotellistici.
| N° | Naz.                 | Ruolo | Sportivo            |  |  |  |
| -- | -------------------- | ----- | ------------------- |  |  |  |
| 1  | Italia (bandiera)    | P     | Fabio Errico        |  |  |  |
| 3  | Argentina (bandiera) | E     | Martin Montivero    |  |  |  |
| 5  | Italia (bandiera)    | E     | Jofrè Alessandro    |  |  |  |
| 9  | Italia (bandiera)    | E     | Simone Gallo        |  |  |  |
| 10 | Italia (bandiera)    | E     | Filippo De Tommaso  |  |  |  |
| 19 | Italia (bandiera)    | E     | Andrea Giovannelli  |  |  |  |
| 22 | Italia (bandiera)    | E     | Giampiero Capalbo   |  |  |  |
| 23 | Italia (bandiera)    | E     | Davide Ligabue      |  |  |  |
| 28 | Italia (bandiera)    | P     | Antonio Giovannelli |  |  |  |
| 56 | Italia (bandiera)    | E     | Riccardo Manai      |  |  |  |
| 79 | Italia (bandiera)    | P     | Luca Moncalieri     |  |  |  |
| 83 | Italia (bandiera)    | E     | Alex Gallo          |  |  |  |

### Staff tecnico
- 1º Allenatore: Massimo Baraldi